# Лази (Пясечинський повіт)
Лази (пол. Łazy) — село в Польщі, у гміні Лешноволя Пясечинського повіту Мазовецького воєводства. Розташоване на автошляху DK 7.
Населення — 2335 осіб (2011).
У селі розташована Рашинська радіощогла висотою 335 метрів.
У 1975-1998 роках село належало до Варшавського воєводства.

## Демографія
Демографічна структура станом на 31 березня 2011 року:
|          | Загалом | Допрацездатний вік | Працездатний вік | Постпрацездатний вік |
| -------- | ------- | ------------------ | ---------------- | -------------------- |
| Чоловіки | 1122    | 296                | 759              | 67                   |
| Жінки    | 1213    | 290                | 737              | 186                  |
| Разом    | 2335    | 586                | 1496             | 253                  |